# Sněhový kostel

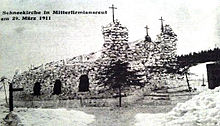
První kostel ze sněhu (1911)

Sněhový kostel byl postaven v roce 1911 ve vesnici Mitterfirmiansreut, části obce Philippsreut, Bavorsko, nedaleko hranice s Českem. Byl to kostel ze sněhu, který postavili místní obyvatelé jako nouzový, aby upozornili na skutečnost, že ještě nemají žádný kostel.

Poloha okresu Phillippsreuth v Bavorsku

U příležitosti stého výročí této události byl v Mitterfirmiansreuth roku 2011 postaven kostel ze sněhu znovu.

## Sněhový kostel 1911

### Historie vzniku
O Hinterfirmiansreut se duchovně starala farnost Mauth. Cesta do farního kostela byla daleká a v zimních měsících obtížná. Lidé v Hinterfirmiansreuth proto toužili mít vlastní kostel. Roku 1907 bylo sice rozhodnuto založit v Mitterfirmiansreut církevní stavební sdružení, ale vzhledem k chudobě vesničanů bylo jejich přání obtížně dosažitelné. V prosinci 1910 se vesničané dokonce nemohli kvůli silné sněhové bouři zúčastnit ani vánoční mše v Mauthu. Tehdy vznikla myšlenka postavit kostel ze sněhu. Iniciativu podpořil kaplan v Mauthu Georg Baumgartner.

### Konstrukce
Vesničané postavili kostel z velkých sněhových bloků. Byl 14 metrů dlouhý, 7 metrů široký a téměř 4 metry vysoký. Podle vzoru katedrály v Pasově byly na přední straně sněhového kostela postaveny dvě věže. Práce byly zahájeny v únoru 1911 a první bohoslužby se konaly 28. března 1911. Stavba stála až do května 1911, kdy kostel roztál.

### Následky
Po zveřejnění fotografie sněhového kostela v regionálních a celostátních novinách bylo shromážděno mnoho darů na stavbu stálého kostela v Mitterfirmiansreut. První kaple byla postavena v roce 1923 a vysvěcena o dva roky později. V roce 1932 byla rozšířena do podoby dnešního kostela. Zasvěcena byla svatému Josefu.

## Sněhový kostel 2011–2012
Nový kostel ze sněhu byl postaven jako připomenutí stého výročí historického sněhového kostela. Otevřen byl 28. prosince 2011.
Byl 26 metrů dlouhý, 11 metrů široký a téměř 19 metrů vysoký. Vnitřek kostela pojmul až 190 osob. Nová stavba ze sněhu vzbudila velký zájem médií. Architektem byl rakousko-německý architektonický ateliér Koeberl & Doeringer z Passau.
Kostel byl postaven ve volně zakřivené kopulovité formě, která vznikla nanesením sněhu na konstrukci z plechových panelů. Okenní portály byly z ledových bloků. Bylo zpracováno 1400 metrů krychlových sněhu. Při stavbě věže byl použit jeřáb. Stavitelé počítali s životností nejméně dva měsíce.
Cena byla stanovena na 70 000 eur. Na realizaci projektu se kromě soukromých sponzorů podílela komunita Philippsreut a sousední český městys Strážný. Část nákladů pokryl vstupní poplatek.
Na slavnostní otevření dne 28. prosince 2011 přišlo přibližně 2 000 návštěvníků. Sněhový kostel požehnal děkan Kajetan Steinbeißer. Každou neděli se konala bohoslužba. Uzavřen byl 6. března 2012, protože vlivem mírné teploty již pomalu tál. Zřítil se 23. března 2012.

## Galerie

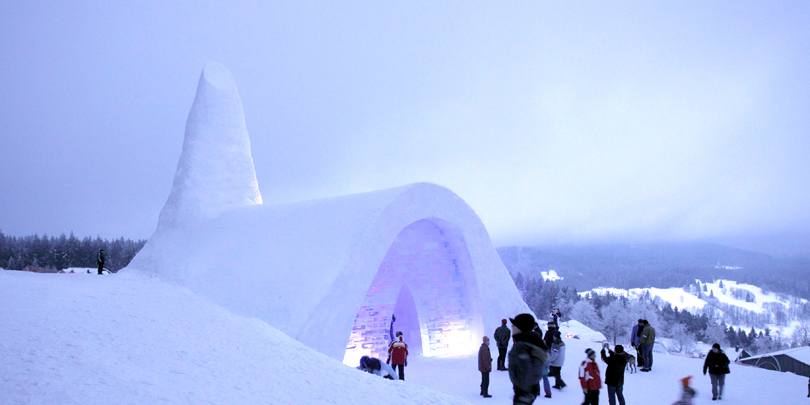
Kostel ze sněhu (2011) z jihovýchodu
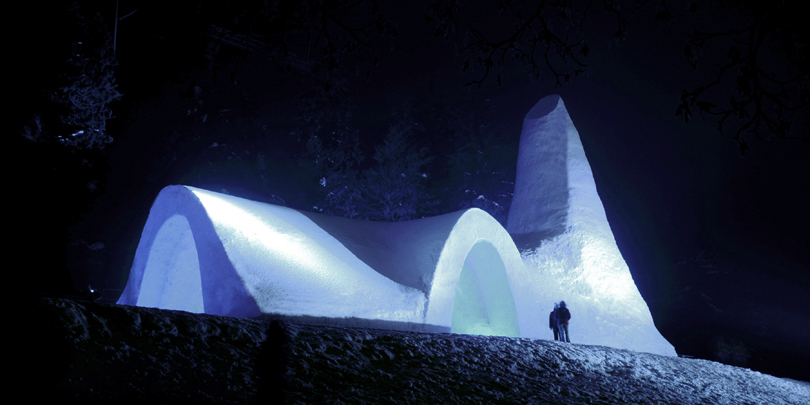
Kostel ze sněhu od severovýchodu
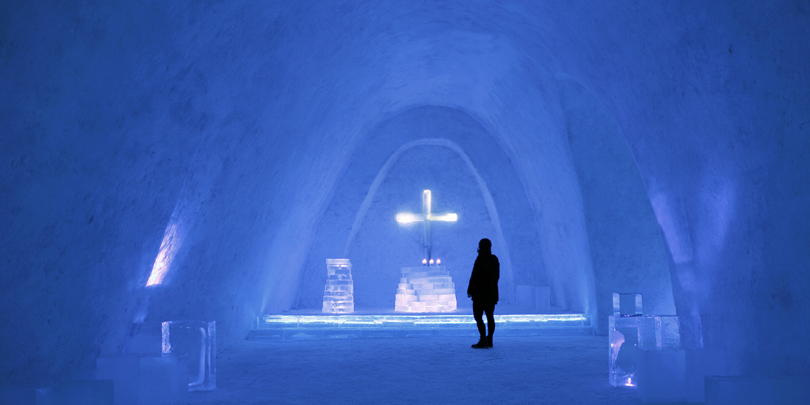
Kostel ze sněhu, interiér
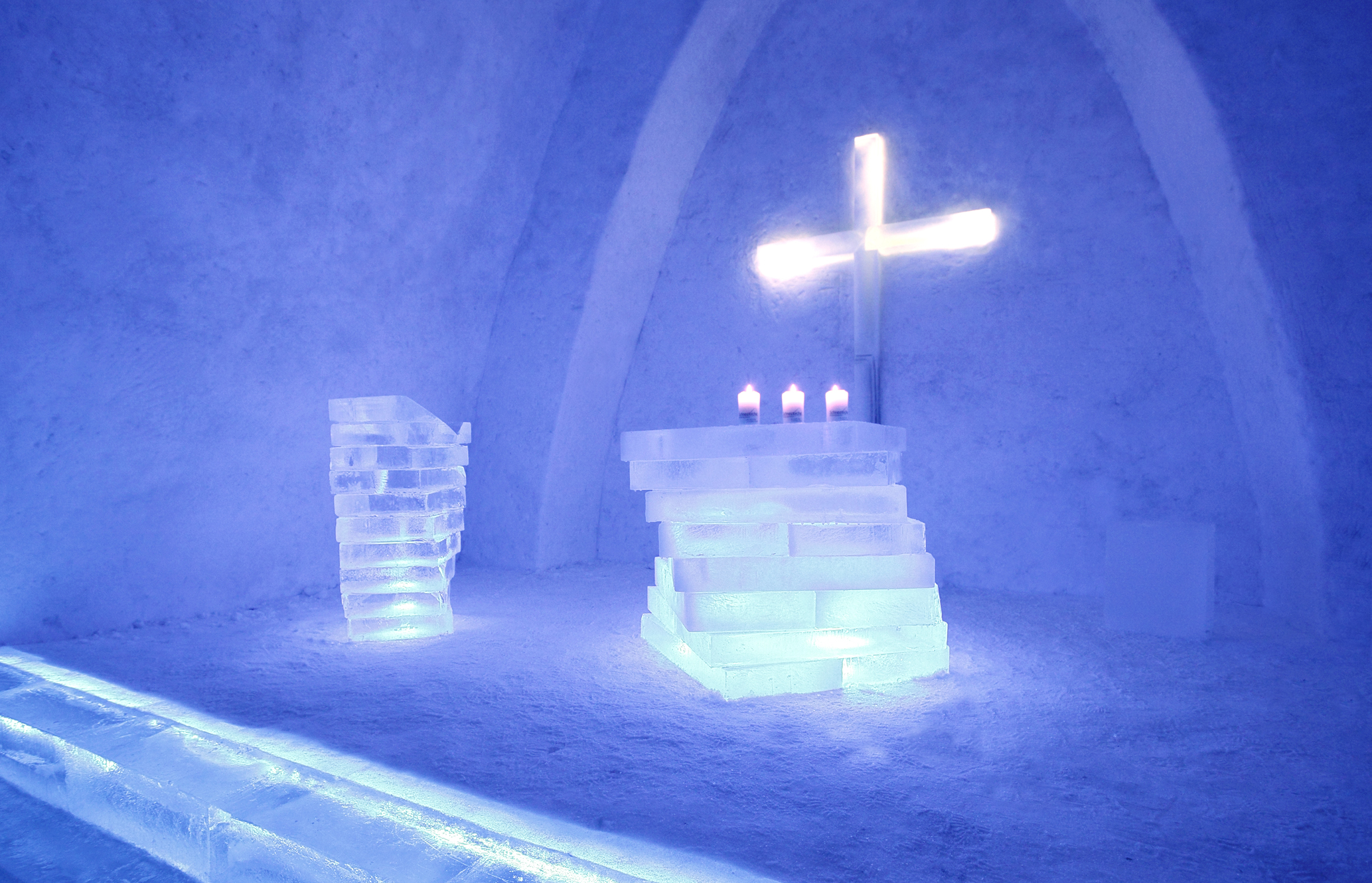
Kostel ze sněnu, oltář